# Kilutsai
Kilutsai, naziv za jednu obitelj i selo Tsimshian Indijanaca sa sjeverozapadne obale Britanske Kolumbije u Kanadi blizu Matlakatle. Ime im dolazi od gyilōts'ä′ṛ (people of the river's arm'). Naziv se danas javlja u obliku Giluts'aaẅ a označava jedno od devet plemena Tsimshiana s rijeke Skeena. Tradicionalno područje danas pripada provincijalnom parku Lakelse Lake
Ostali nazivi za njih kod ranih autora su: Kel-ut-sah (Kane, 1859), Killoosa (Horetzky, 1874), Killowitsa (na karti Britanske Kolumbije iz 1872), Killūtsār (Krause, 1885), Kilootsā (Tolmie & Dason, 1884), Kil-utsai (Dorsey, 1897).
Kilutsai ili Giluts'aaw danas su jedno od 9 plemena saveza Lax Kw'alaams u koji još pripadaju Ginadoiks, Ginaxangiik (Kinagingeeg), Gispaxlo'ots (Kishpachlaots), Gitando (Kitunto), Gitlaan (Kitlani), Gits'iis, Gitwilgyoots (Kitwilgioks), i Gitzaxłaał (Kitsalthlal).